# Perryville (Missouri)
Perryville település az Amerikai Egyesült Államok Missouri államában, Perry megyében, melynek megyeszékhelye is. Lakosainak száma 8555 fő (2020. április 1.).

## Népesség
A település népességének változása:

| 2010 | 8 225 |
| 2020 | 8 555 |